# San Michele (Insel)
San Michele ist eine Insel in der Lagune von Venedig zwischen Venedig und Murano, auf der sich der gleichnamige Friedhof von Venedig befindet. Die Insel hat einen annähernd rechteckigen Grundriss, mit einer Länge von 460 Metern, einer Breite von 390 Metern und einer Fläche von 17,6 Hektar. Die Volkszählung von 2001 weist 11 ständige Einwohner auf der Insel nach, alle männlich. Die Insel hat mit Platzmangel zu kämpfen, darum werden Tote zuerst in normalen Gräbern begraben, nach einigen Jahren aber wieder exhumiert und in hohe Blöcke gestapelt. San Michele ist Teil der Pfarrei San Canciano im Sestiere (Stadtsechstel) Cannaregio, obwohl sie zum Sestiere Castello gehört.

## Geschichte

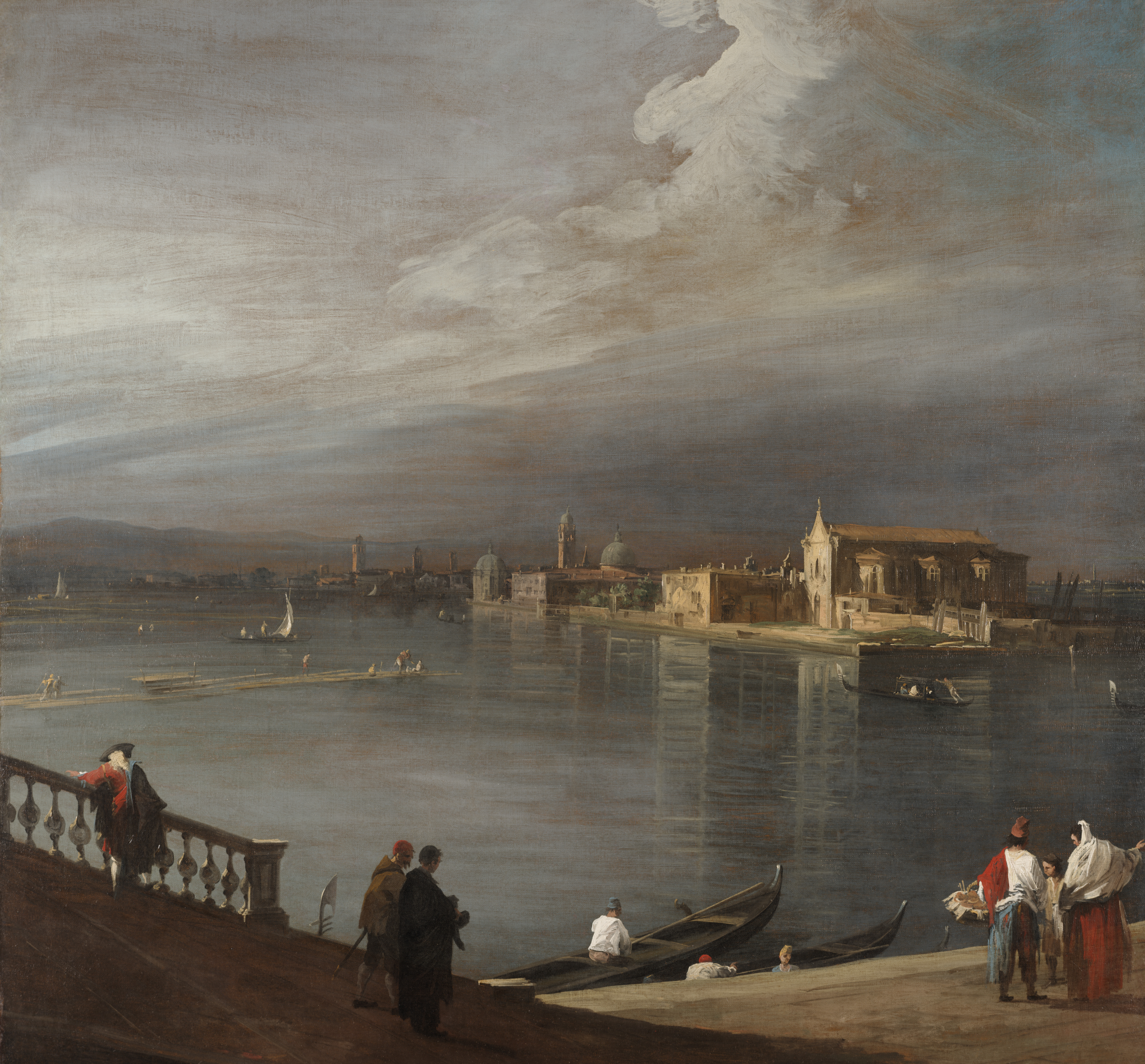
Blick von den Fondamente nuove auf San Michele und Murano, 1722

Seit dem 13. Jahrhundert befand sich auf San Michele ein Kloster der Kamaldulenser, von dem noch der Kreuzgang, die ab 1469 von Mauro Codussi erbaute Renaissancekirche San Michele in Isola und die um 1530 von Guglielmo Bergamasco errichtete sechseckige Cappella Emiliani erhalten sind. In diesem Kloster zeichnete der Mönch Fra Mauro zwischen 1457 und 1459 seine kreisförmige Weltkarte.
Die bei Umwandlung zum Friedhof mit San Michele verbundene Insel San Cristoforo della Pace gehörte dem gleichnamigen Kloster. 1719 verpachtete das Kloster einen Teil der Insel an die Evangelische Gemeinde Augsburgischer Konfession in Venedig. Die zuständige Gesundheitsbehörde Magistrato della Sanità verfügte, dass das Pachtgelände von einer Mauer zu umgeben war, um von außen nicht einsehbar zu sein. Zugang durfte nur von der Wasserseite bestehen, was die Behörde mit der notwendigen Rücksichtnahme gegenüber dem katholischen Kultus begründete. 1810 löste die französische Regierung das Kloster San Cristoforo auf.

## Friedhof

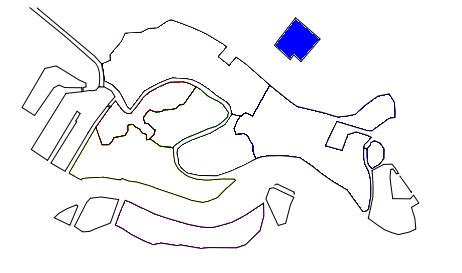
San Michele gehört zum Stadtteil Castello (blau)

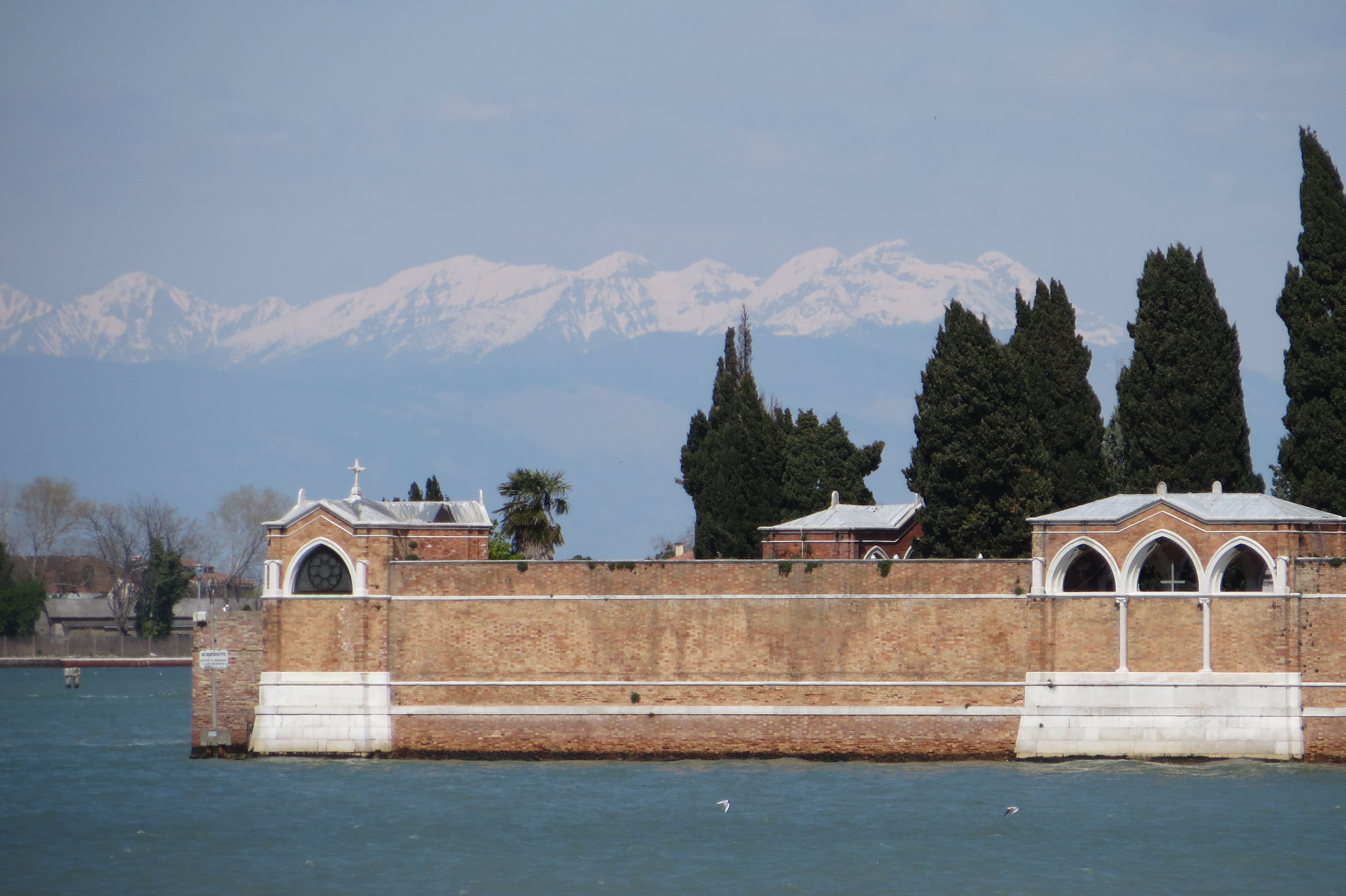
Umfassungsmauer von San Michele
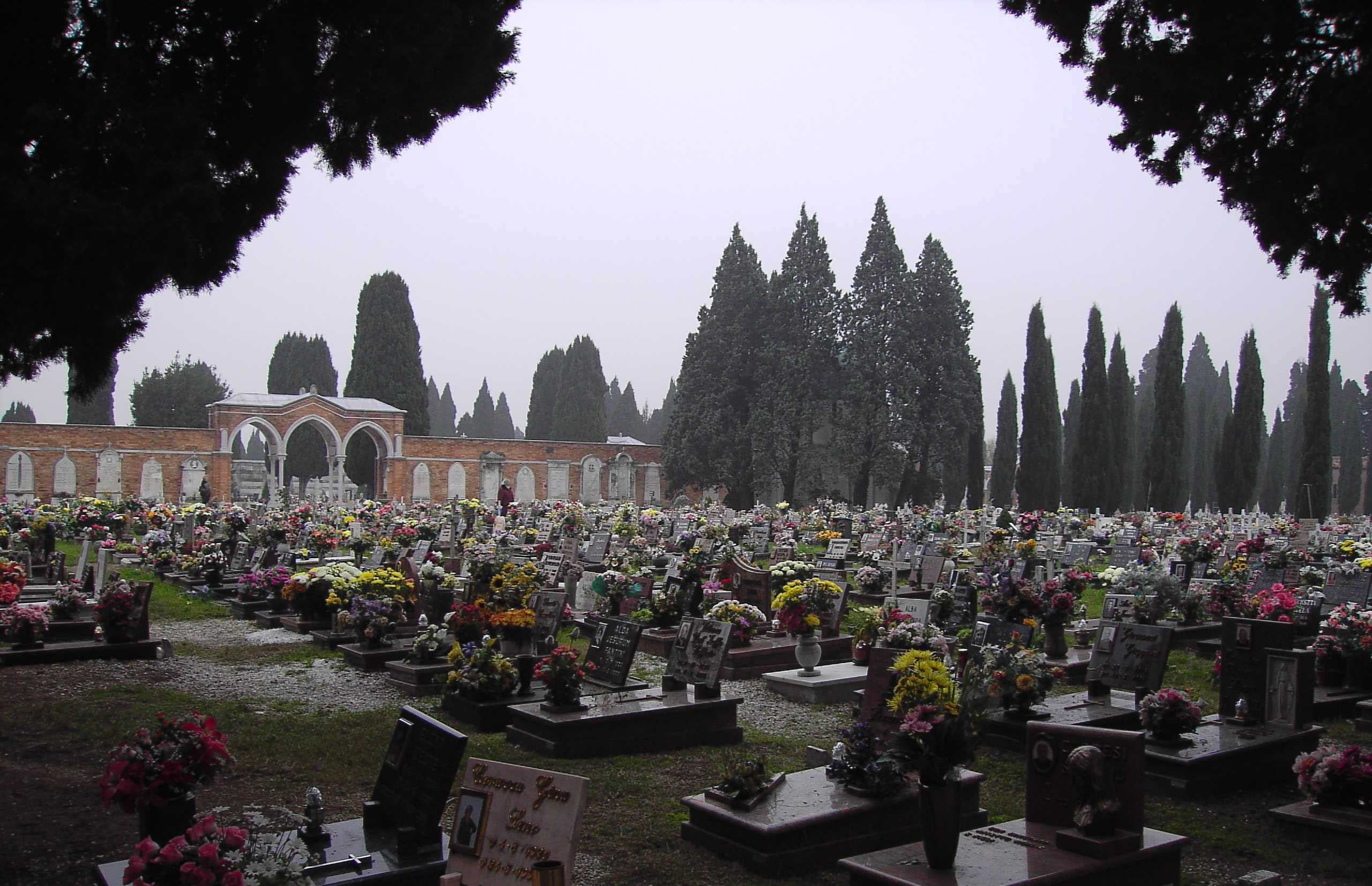
Gräber auf der Insel

Nach der Säkularisation des Klosters und dem Edikt Napoleons vom 11. Juni 1804, das auch für Venedig verbindlich war, und mit dem die Bestattung von Toten in unmittelbarer Nähe von Kirchen verboten wurde, wurde zunächst der Klosterbezirk auf der Insel San Cristoforo zum wichtigsten Friedhof der Stadt umgestaltet, neben dem dort schon bestehenden lutherischen.
Um mehr Raum für Bestattungen zu gewinnen, schüttete man 1837 einen Teil der benachbarten Lagune auf. „So wurde im Rahmen der Erdarbeiten zur Verbindung der beiden Inseln S. Cristoforo und S. Michele zum neuen Friedhof der Stadt der Begräbnisplatz der Gemeinde [Augsburgischer Konfession] buchstäblich verwüstet und geschändet. Auf den Protest der Gemeinde wurde ihr zugestanden, wenigstens die Grabsteine abholen zu können. Als wäre es damit nicht genug, erhielt die Gemeinde anschließend eine horrende Rechnung für die amtliche Auflösung ihres Friedhofs, gegen die die sich aber erfolgreich zur Wehr setzte.“
Die so vergrößerte Insel San Michele wurde, mit einer Mauer umgeben, zum Zentralfriedhof, der die früheren Friedhöfe an den Pfarrkirchen Venedigs ersetzte. Ab 1858 wurde der Friedhof unter der Leitung des aus Treviso stammenden Architekten Annibale Forcellini erweitert. Forcellini ließ das Gelände aufschütten, um es hochwassersicher zu machen, begradigte das Areal und umgab es mit einer hohen Ziegelmauer entlang der begradigten Uferverläufe. Der Friedhof selbst ist angelegt wie ein griechisches Kreuz, Zypressen begleiten die beiden Hauptachsen; die Grabfelder sind jeweils durch Mauern abgetrennt, die die Columbarien enthalten. An der Nordseite reihen sich die Ossuarien aneinander.

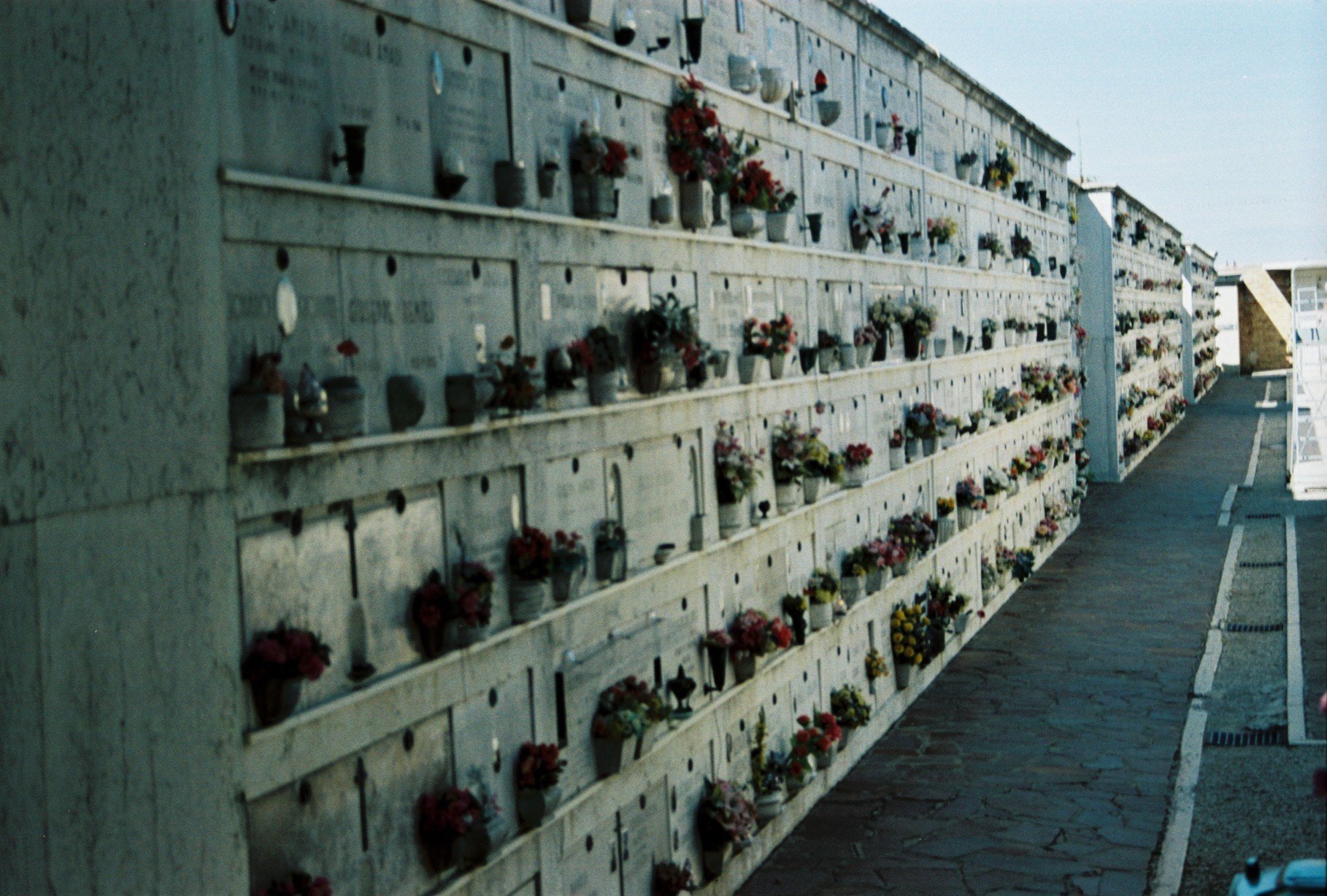
Blick auf die Urnengräber auf dem Friedhof

Da sich der Friedhof trotz der Erweiterung als nicht mehr ausreichend erwies, begann die Stadt 1998 mit dem Projekt einer Erweiterung um 60.000 m² mit geplanten 15.000 Grabstätten. Architekt dieser Anlage ist David Chipperfield. Zur Anlage gehören eine Kapelle, ein Krematorium, Columbarien, Rasenflächen und Brunnen. Der neue Teil des Friedhofs, von dem der erste Abschnitt bereits fertiggestellt ist, heißt Corte dei Quattro Evangelisti (Hof der vier Evangelisten). In der Zwischenzeit wurde auch ein zweiter Erweiterungshof von Chipperfield fertiggestellt, der sich gegenüber dem ersten, in grau gehaltenen durch seine weiße Farbe unterscheidet. Aktuell (Stand: März 2017) steht eine dritte, in gelb-rötlichem Ziegelton gehaltene Erweiterung kurz vor der Fertigstellung. Zwischen ihr und den vorangegangenen Erweiterungsschritten wurde eine Platzanlage erstellt.
Der ältere Teil des Friedhofs ist nach Konfession eingeteilt, so sind im evangelischen Teil zahlreiche Gesandte aus nordischen Ländern bestattet.
Die Insel Sant’Ariano in Richtung Nordosten hinter Torcello diente als Ossarium „unter freiem Himmel“ für die Friedhöfe der Umgebung. Hinter einer undurchdringlichen Mauer von Brombeergestrüpp liegen die Gebeine mehrere Meter hoch aufgeschichtet.

## Beigesetzte Persönlichkeiten (Auswahl)
- Domenico Agostino (1825–1891)
- Franco Basaglia (1924–1980)
- Cesco Baseggio (1897–1971)
- Vera de Bosset (1889–1982)
- Italico Brass (1870–1943)
- Joseph Brodsky (1940–1996)
- Felice Carena (1879–1966)
- Emma Ciardi (1879–1933)
- Antonio Dal Zotto (1841–1918)
- Sergei Djagilew (1872–1929)
- Christian Doppler (1803–1853)
- Carl Filtsch (1830–1845)
- Antonio Fradeletto (1858–1930)
- Helene von Götzendorff-Grabowski (1860–1908)
- Carlo Gozzi (1720–1806)
- Virgilio Guidi (1891–1984)
- Helenio Herrera (1910–1997)
- Aspasia Manos (1896–1972)
- Lauretta Masiero (1927–2010)
- Pompeo Gherardo Molmenti (1852–1928)
- Multatuli (1820–1887)
- Zoran Mušič (1909–2005)
- Luigi Nono (1924–1990)
- Ezra Pound (1885–1972)
- Giustina Renier Michiel (1755–1832)
- Martín Rico y Ortega (1833–1908)
- Louis Léopold Robert (1794–1835)
- Frederick Rolfe (1860–1913)
- Olga Rudge (1895–1996)
- Paolo Sarpi (1552–1623)
- Natale Schiavoni (1777–1858)
- Riccardo Selvatico (1849–1901)
- Besatzung des k.u.k. Kriegsmarine U-Bootes SM U-12
- Igor Strawinsky (1882–1971)
- Emilio Vedova (1919–2006)
- Cesarina Vighy (1936–2010)
- Giuseppe Volpi (1877–1947)
- Franz Wickhoff (1853–1909)
- Ermanno Wolf-Ferrari (1876–1948)